# Bro station

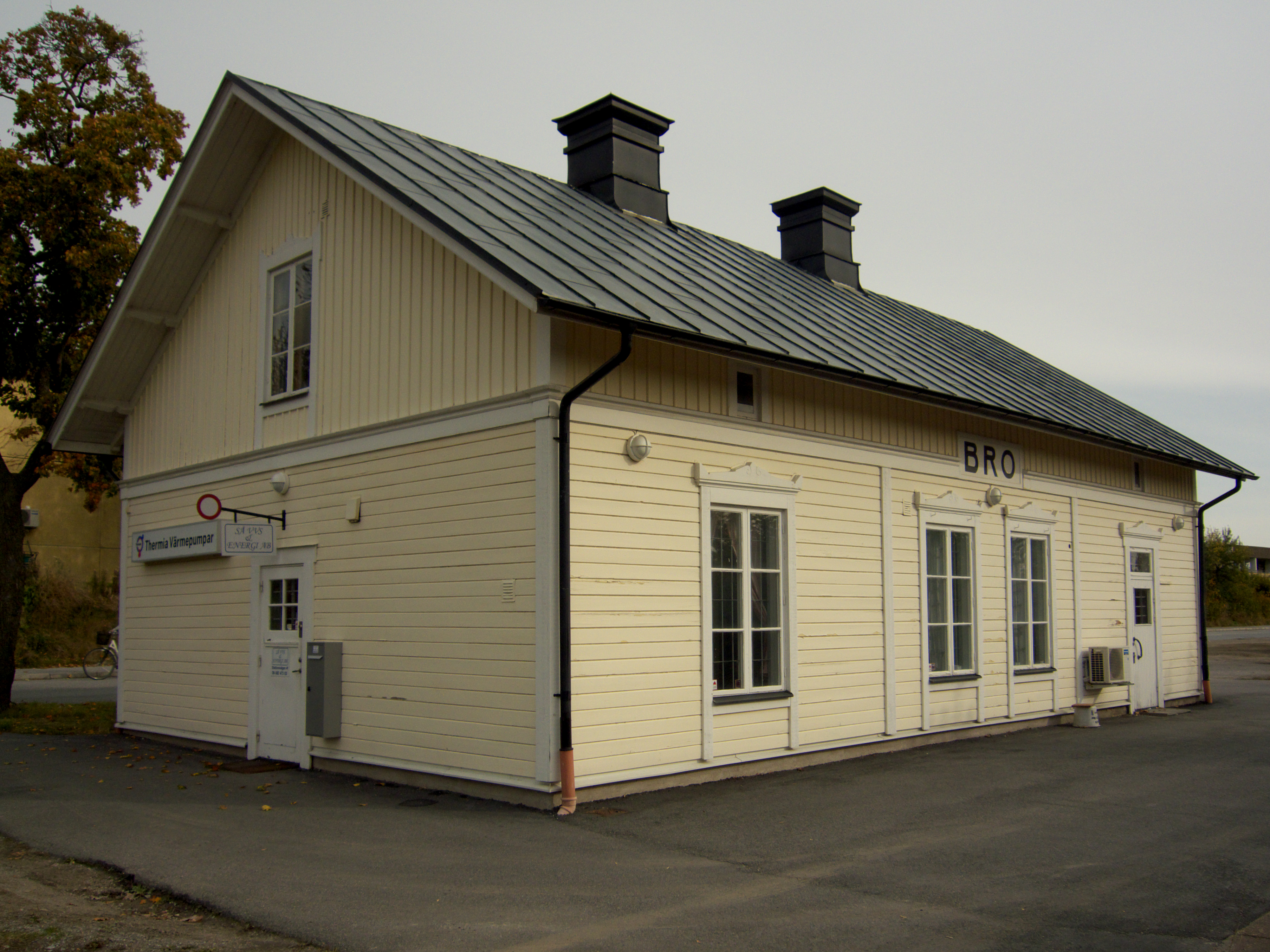
Det äldre stationshuset, i drift 1876-1972

Bro är en station på Stockholms pendeltågsnät, belägen i tätorten Bro, Upplands-Bro kommun på Mälarbanan 36,4 km från Stockholm C. Stationen har två spår och en mittplattform. Biljetthallen ligger på plattformen i södra änden och nås via gångtunnel. Det är cirka 2 000 påstigande på vardagar på denna station.

## Historik
Dåvarande Stockholm–Västerås–Bergslagens Järnvägar öppnade en station på den då enkelspåriga järnvägen, då den invigdes år 1876. Stationen låg då 35,9 km från Stockholm C. Den äldre stationsbyggnaden finns fortfarande kvar. Från den 1 januari 1967 överfördes ansvaret för lokal persontrafik på järnväg inom Stockholms län till AB Storstockholms Lokaltrafik (SL). Det bestämdes också att Upplands-Bro kommun skulle överföras från Uppsala till Stockholms län (detta genomfördes från 1 januari 1971). Pendeltågstrafikens slutstation förlades till Kungsängen och persontrafiken till gamla Bro station upphörde sommaren 1972.
I samband med att gamla Västeråsbanan byggdes om till nuvarande Mälarbanan utökades kapaciteten på sträckan med bland annat dubbelspår och beslut fattades att förlänga pendeltågstrafiken till Bålsta. Detta genomfördes 2001 och samtidigt öppnades den nuvarande stationen i Bro.

## Galleri

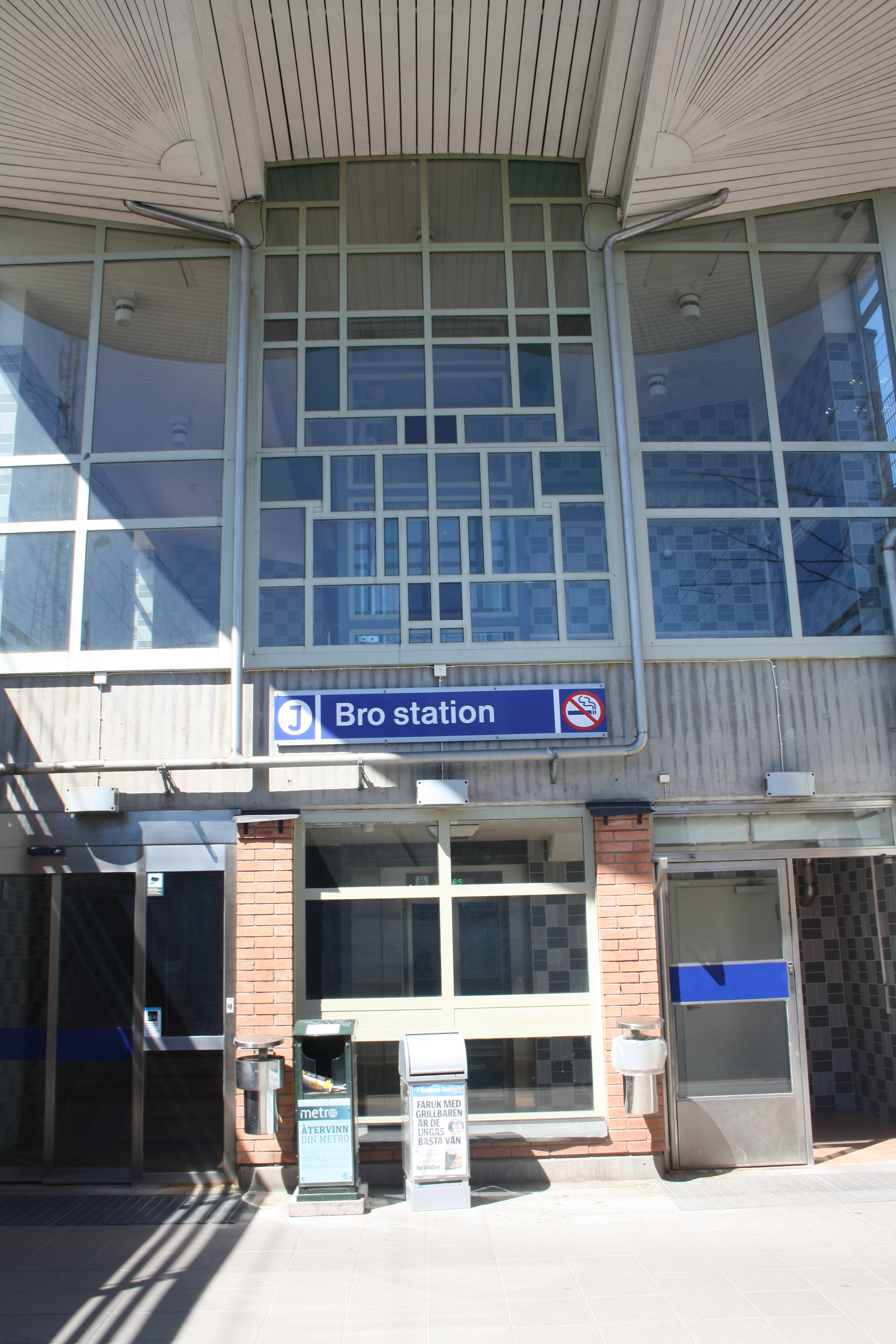
Ingång
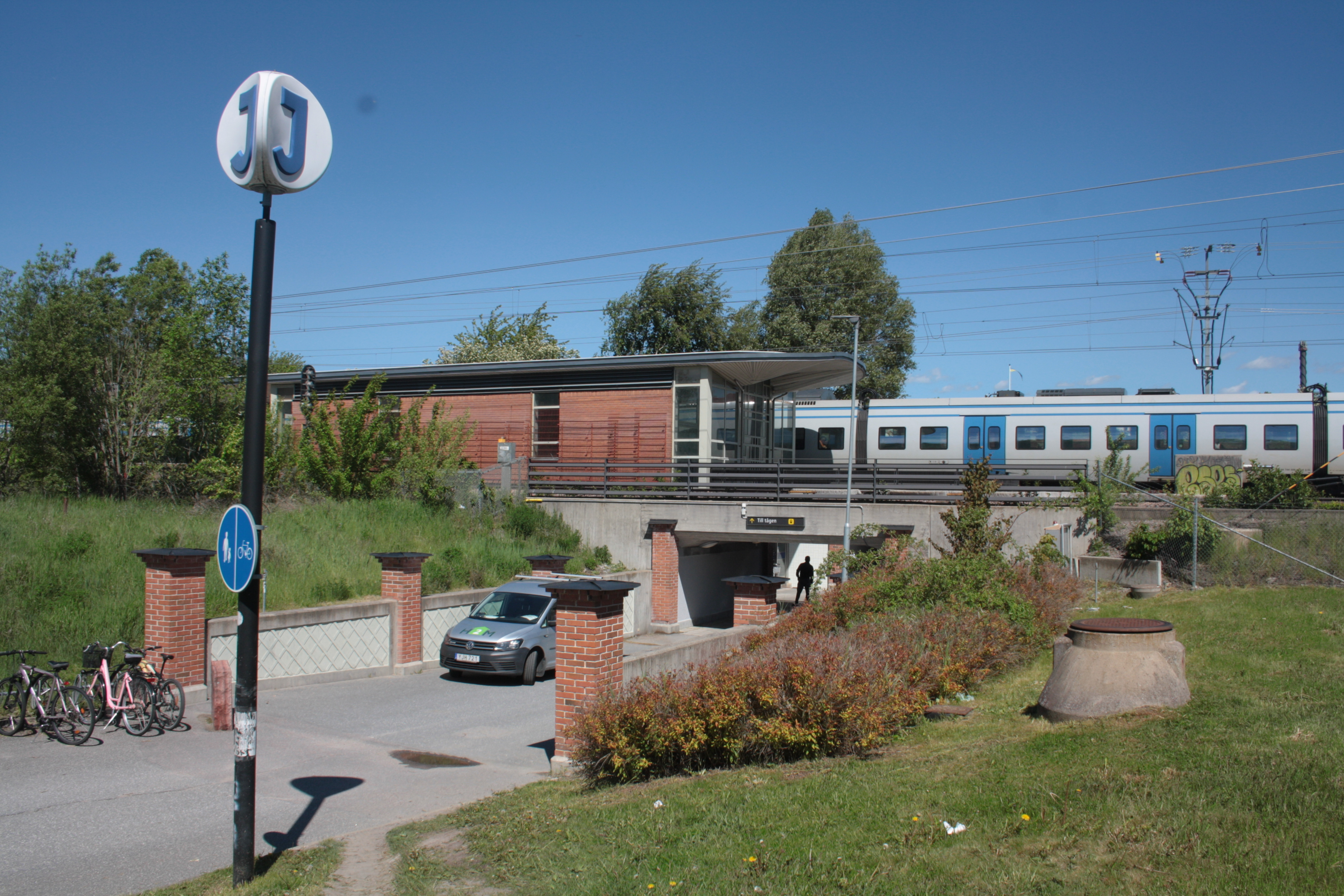
Stationen
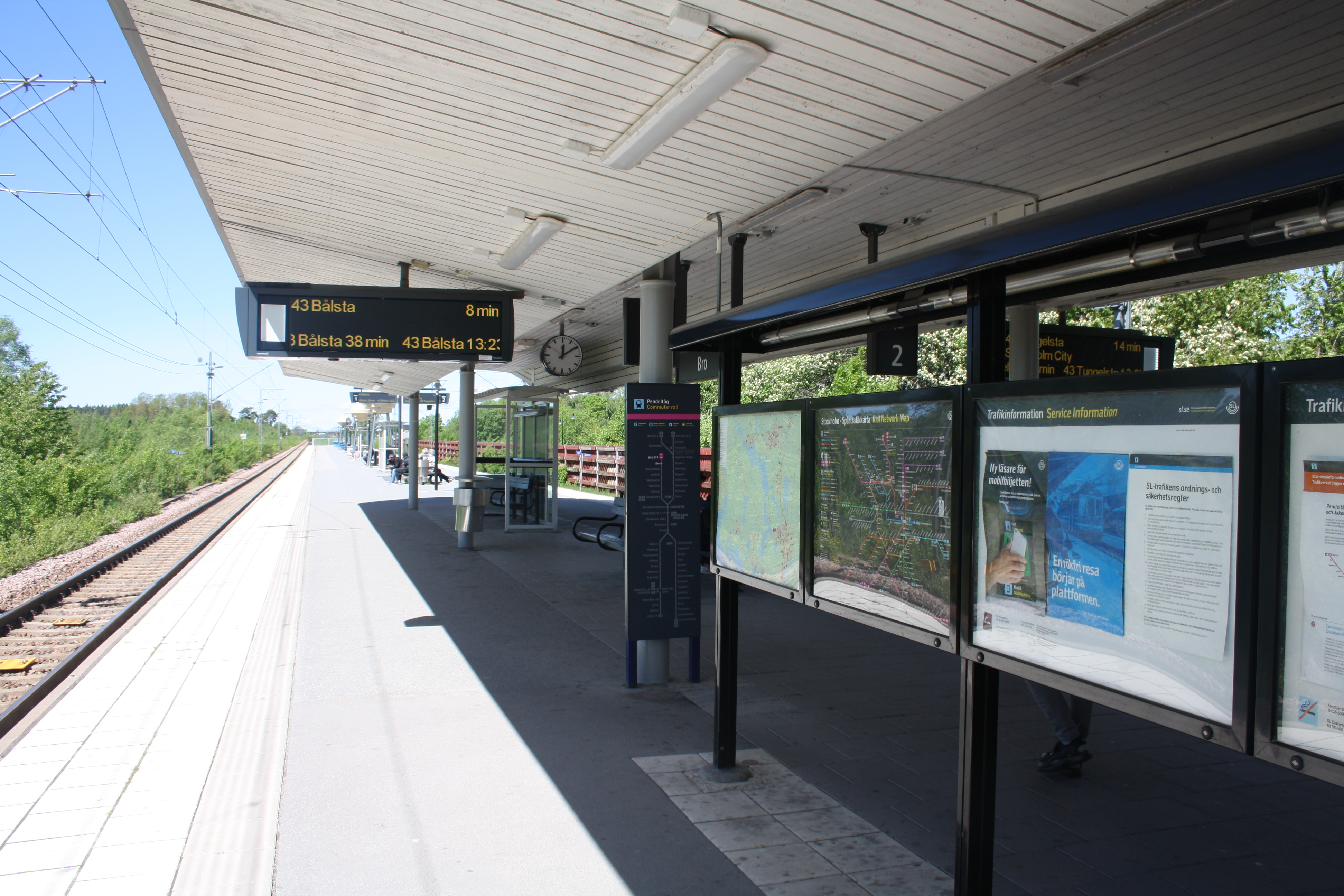
Perrongen
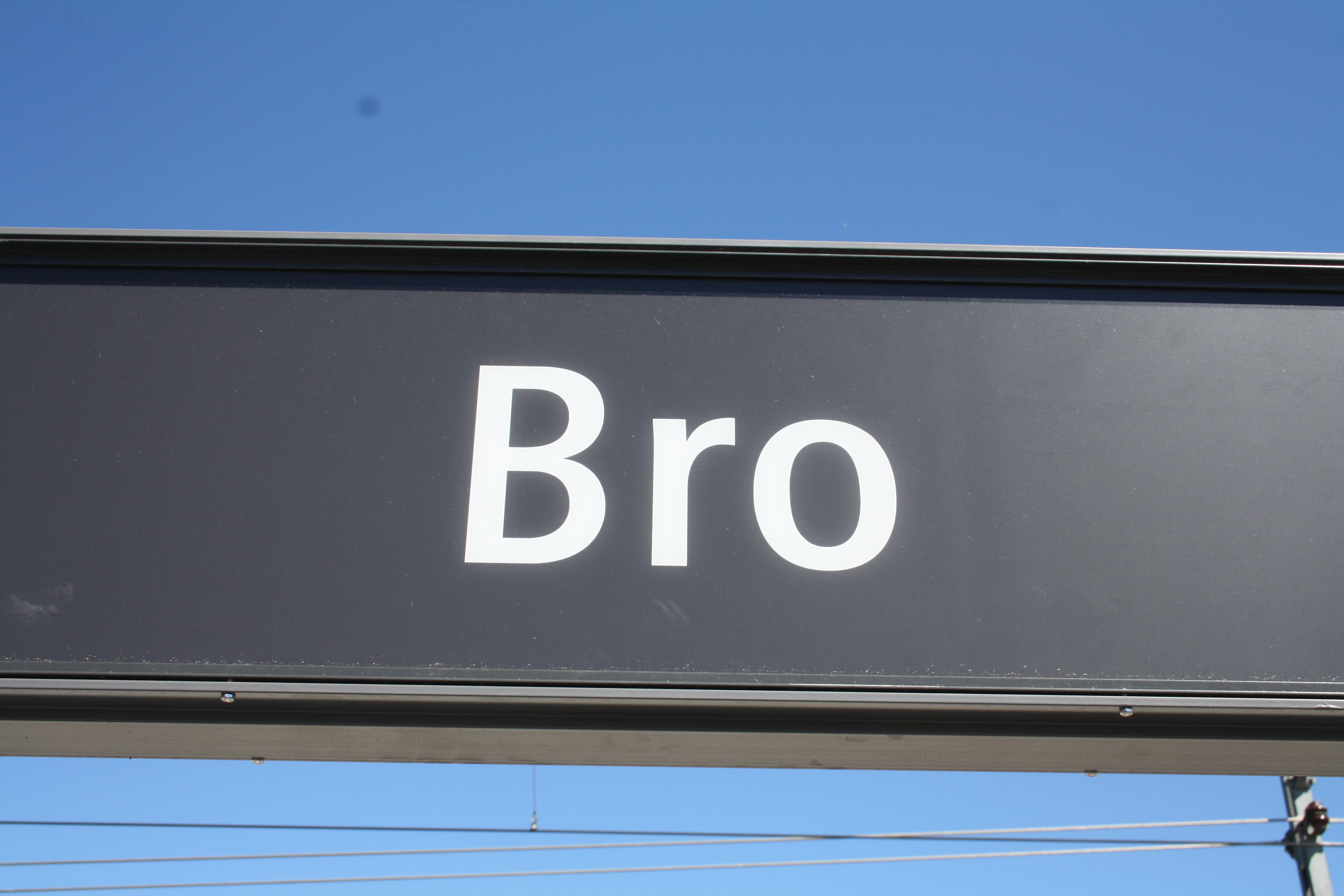
Stationsskylt
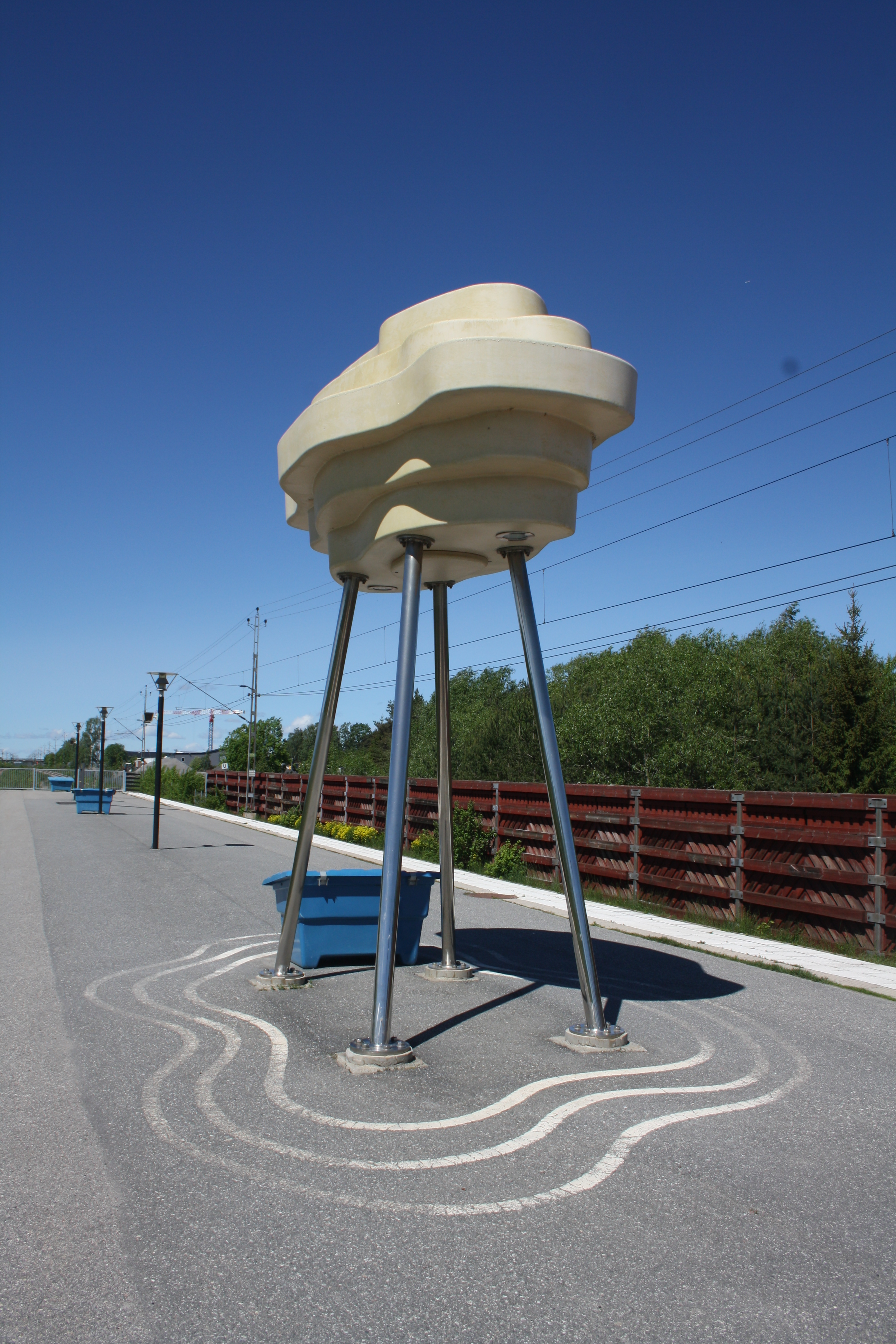
Konstnärlig utsmyckning
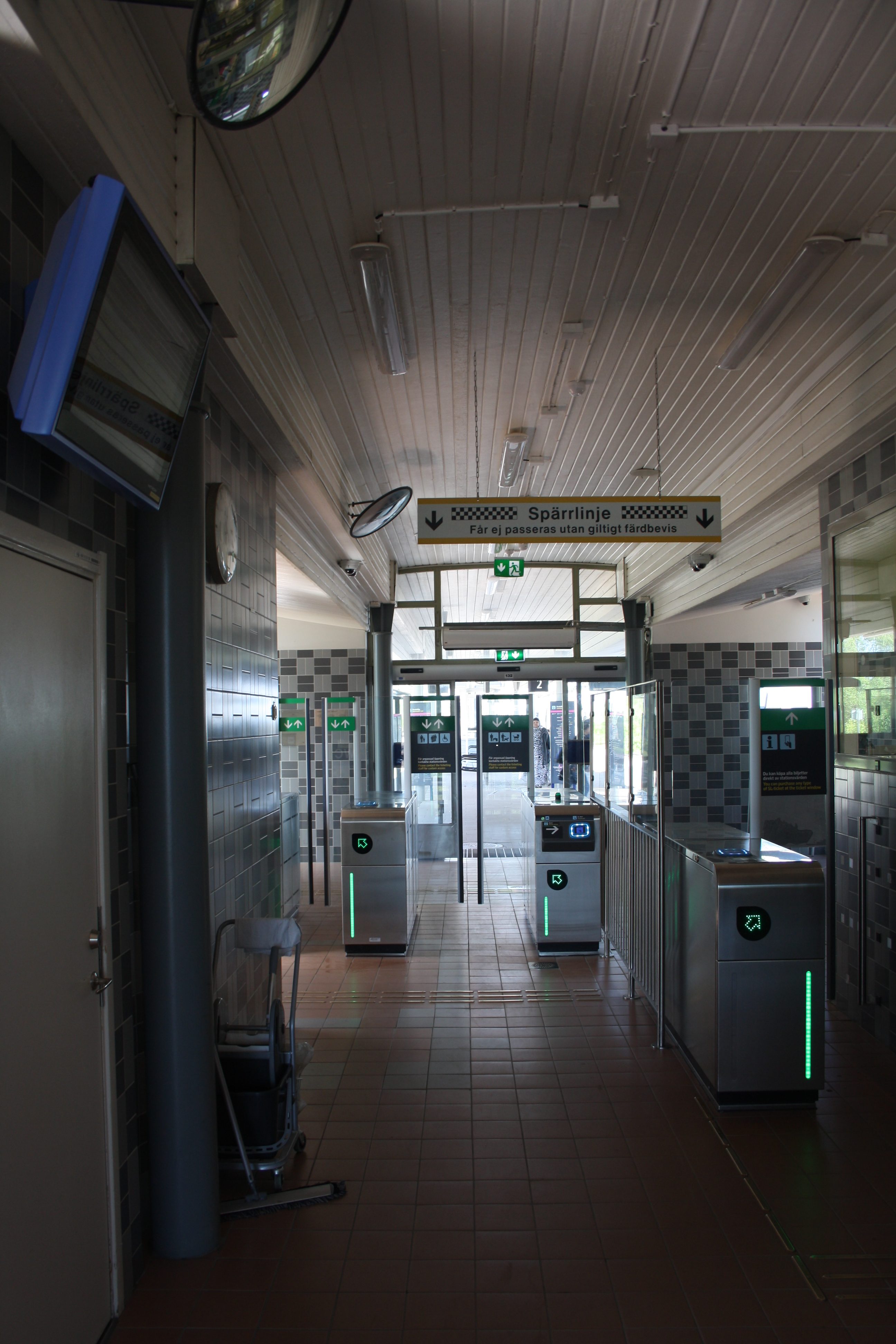
Biljetthallen